# José Guimarães Dirceu Lopes
Dirceu José Guimarães, més conegut com a Dirceu, (Curitiba, 15 de juny de 1952 - Rio de Janeiro, 15 de setembre de 1995) fou un futbolista brasiler de les dècades dels 70 i 80.
Amb la selecció del Brasil participà en uns Jocs Olímpics (1972) i a tres Mundials (1974, 1978 i 1982), destacant sobretot a l'edició de 1978 a l'Argentina.
Pel que fa a clubs, començà a destacar de forma brillant en la seva estada al Botafogo. Després jugà breument a Fluminense, Vasco da Gama (en tots dos clubs fou campió estatal) i América de Mèxic. L'any 1979 es traslladà a Europa i fitxà per l'Atlètic de Madrid, on actuarà durant tres temporades. I posteriorment, la seva carrera es trasllada a Itàlia, on vestirà la samarreta de nombrosos equips, destacant de forma especial Verona, SSC Napoli, Ascoli Calcio o Como.
Dirceu va morir l'any 1995, després d'un fatal accident automobilístic a Barra da Tijuca, a Rio de Janeiro.

## Palmarès
- Campionat paranaense: 1971, 1972 - Coritiba
- Campionat carioca: 
  - 1976 - Fluminense
  - 1977, 1988 - Vasco da Gama